# Río Turmero
El Río Turmero es una corriente de agua situada en el Municipio Mariño del estado Aragua. En sus riberas fue fundada en la ciudad de Turmero, este río, el cual se forma en la Cordillera del Caribe al norte de Turmero, atravesando las ciudades de Turmero, Santa Rita y Maracay (desemboca al oeste del Lago de Valencia, específicamente a sur de Maracay. El río sufre de contaminación química debido a la alta concentración de industrias y urbanizaciones en las zonas que atraviesa,en su curso medio Parroquia Joaquín Crespo es donde más se nota la contaminación.
- Datos: Q20024886